# Gestion des ressources humaines en ligne
La gestion des ressources humaines en ligne, GRH en ligne ou e-GRH est une expression utilisée pour décrire des applications intégrant techniques de l'information et de la communication et gestion des ressources humaines au sein d'une entreprise.
L’essor de la GRH en ligne est caractérisé par l'émergence de la numérisation et de la gestion des organisations avec les systèmes d'information de gestion des ressources humaines (SIRH).
Ce recours aux TIC sert à optimiser les processus RH de la vie d’un salarié, c’est-à-dire son recrutement ou, la gestion de ses compétences par exemple. Il est notamment dû au développement de la formation en ligne ainsi que du recrutement en ligne.

## Apparition du concept de GRH en ligne

### La numérisation des entreprises
Depuis les années 2000, le monde est entré dans l’ère du numérique. De nombreuses innovations technologiques apparaissent remettant en question l’organisation et les méthodes de travail des entreprises. Pour bon nombre d’entre elles, le passage au numérique devient un réel objectif stratégique. Mais cette transition numérique n’est pas sans difficultés au contraire cela va devenir un réel défi pour les organisations puisqu’il va falloir revoir la quasi-totalité des processus de travail.
L’apparition de nouvelles technologies de l’information (IT), va permettre de démocratiser un phénomène populaire aujourd’hui : la numérisation.
Si ce phénomène était déjà apparu durant la première vague internet datant de la fin du XXe siècle, une massification et une généralisation du phénomène va apparaître dans les organisations à partir du début de XXIe siècle en particulier grâce à la mise en place de nouveaux systèmes d’information.
Consciente du potentiel du phénomène, notre société va être témoin d’une réelle course à la transition numérique. D’abord par les grandes sociétés puis par les PME, les entreprises vont avoir recours à l’utilisation des procédés de numérisation (multiplication des canaux, connaissance client unifiée, centralisation vers une base de données toujours plus vaste, entreprise en interaction constante avec le monde extérieur, difficulté à définir l’interne de l’externe de l’entreprise, politique zéro papier, collaboration IT-métiers…). Cette numérisation va permettre de mettre en place des systèmes d’information (SI) performants.
Cependant, il est évident qu’installer un tel système va changer en profondeur l’organisation de l’entreprise et ses différents métiers en particulier celui de gestion de ressources humaines (GRH).
Fonction primordiale de toute entreprise, la GRH s’occupe de toutes les fonctions se rapportant à l’humain dans l’organisation. La fonction avait encore une connotation très administrative jusque dans les années 2000-2010 (En effet, plusieurs études démontreraient que le service RH consacrerait plus de 75 % de leur temps à des tâches faisant plus référence à du secrétariat qu’à de réelles fonctions de RH créant elles, plus de valeur ajoutée telles que le recrutement ou la formation.).

### Apparition du concept de GRH en ligne
Depuis quelques années, grâce à la numérisation des entreprises, on observe une réforme complète de la fonction GRH.
En effet, depuis le début des années 2000, un nouveau concept est né : la GRH en ligne.
La GRH en ligne a recours aux technologies de l’information et de la communication (d’où le « en ligne » renvoyant à internet et faisant référence à l'ensemble des technologies électroniques et dématérialisées) pour optimiser les processus RH sur les différentes missions associées au personnel de l’entreprise : recrutement, gestion sociale (congés, dépenses sociales…), paie, gestion des compétences (carrière, formation), départ du salarié, retraite.
En effet, la dimension RH dans les systèmes d’information des entreprises est l’une des plus importantes à tel point qu’on le définit sous le concept de SIRH. Il regroupe toutes technologies de l’information et processus liés aux ressources humaines. Le SIRH a deux principales finalités :
- Alléger, faciliter et automatiser et alléger les tâches à faible valeur ajoutée (paperasse et formalités
- Optimiser, se concentrer et développer davantage les tâches à fortes valeurs ajoutées (formation de qualité, recrutement plus qualitatif)[2]

Le SIRH est le mécanisme et le support qui a permis la transformation du service RH classique vers la GRH en ligne.
Il va permettre d’optimiser les processus et ainsi dégager du temps au RH pour se focaliser davantage sur les tâches à forte valeur ajoutée et automatisées les tâches les moins rentables.
La GRH en ligne se basant sur le SIRH, a pour principal objectif de faire évoluer la GRH vers une réelle fonction créatrice de valeur s’appuyant sur la stratégie définit par les dirigeants de l’entreprise et en proposant des prestations utiles pour les managers opérationnels.
Le SIRH va modifier complètement différentes fonctions du GRH et ainsi devenir la GRH en ligne.
Il convient donc de s’intéresser aux transformations des différentes fonctions classique du GRH apportés par le SIRH :
- La gestion de la paie
- La gestion administrative
- Le recrutement
- La GTA et planification
- La formation
- La fonction C&B
- La gestion des talents

## Fonctions RH numérisées au sein de l'entreprise
L’ensemble des fonctions « ressources humaines » sont affectées par les outils numériques. La liste présentée ci-dessous présente les principales fonctions RH et l'impact de la numérisation sur ces dernières : elle n'est pas exhaustive.

### Le service paie
- La création des bulletins de paie dématérialisés : les données correspondant au temps de travail des salariés sont réceptionnées par le DRH ou par un service externalisé de l’entreprise. Les logiciels de gestion de la paie facilitent ensuite la production de documents avec, par exemple, la mise à jour régulière des cotisations sociales relatifs à l’organisation. Enfin, ils sont généralement transférés en ligne au salarié dans un coffre-fort virtuel nominatif pour plus de confidentialité. Cette numérisation des processus administratifs permet un gain de temps non réglable pour le personnel RH et une suppression des tâches à faible valeur ajoutée.

- La déclaration sociale nominative: cette formalité administrative mensuelle a pour but de simplifier les démarches entre l'entreprise et l'administration en dématérialisant les données issus de la paie du personnel. On peut citer l'envoi de l'attestation de salaire de façon désormais obligatoirement numérique depuis le 1er janvier 2017. La DSN a pour but de diminuer le nombre de déclarations à effectuer aux différents organismes sociaux et ainsi que gagner en efficacité[3].

### La gestion administrative
- Gestion des temps et des activités : l’ensemble des documents internes destinés au service RH comme la fiche de pointage sont désormais numérisés, les salariés saisissant leurs heures travaillées via travers un portail interne. Ces données sont ensuite automatiquement collectés permettant au RH de conserver un historique de ces données et d’avoir un accès en temps réel aux différents informations relatifs au personnel.
- Gestion des congés et des absences : le logiciel RH permet également de simplifier les demandes de congés payés[4], RTT, congés maladie, congés de récupérations et absences physiques de télétravail. Les plateformes RH en ligne permettent de visualiser l'historique des congés de chaque salarié et calculent automatiquement les soldes des congés.

### Le service recrutement
- Sélection des talents : les services RH ont de plus en plus recours à des sites carrières internes ou des SaaS de recrutement en ligne où les candidats peuvent postuler à des offres sur Internet. De nombreuses start-ups se sont lancés dans la création et le développement de logiciels de recrutement permettant une mise en relation plus simple et plus efficace entre les offres des recruteurs et les candidats. Avec le web 2.0, les recruteurs ont ensuite accès à l’ensemble des candidatures et de sélectionner et d’attirer les meilleurs postulants notamment avec le principe du sourcing. Un nouveau moyen de candidature émerge depuis les années 2010 avec la démocratisation des smartphones et des applications mobiles[5]. Ces dernières facilitent le processus de recrutement en favorisant la cooptation entre les candidats et les recruteurs. On peut évoquer l’application « Jobr » considéré comme le « Tinder Professionnel » en croisant le réseau social professionnel LinkedIn et le site de rencontre amoureux. Le CV change également de format avec l'envoi de CV vidéo comme pratique courante de démarche de candidature.

### Le onboarding
- L'intégration du nouveau salarié : L'utilisation d'outils numériques et de plateformes en ligne a permis d'optimiser et de rationaliser les étapes traditionnelles de l'intégration des nouveaux employés.

Un aspect notable est l'accès facilité à l'information. Grâce à la digitalisation, les nouveaux collaborateurs ont la possibilité d'accéder rapidement et efficacement à toutes les ressources nécessaires pour leur intégration. Cela inclut les manuels de l'entreprise, les politiques internes, les guides de procédures, et même des vidéos de présentation. Cette accessibilité accrue contribue à réduire les délais d'adaptation des employés nouvellement recrutés.

### Le service formation
- Formation en ligne : De manière globale, le social learning fait référence à tous les modes de formations à distance tel que les COOC ou encore les SPOC. Le MOOC est le plus connu des dispositifs en social learning permettant aux RH de gérer de façon plus ciblé la carrière de chacun avec l’obtention d’un certificat confirmant l’acquisition des compétences à la fin du cours en ligne. Le salarié avec la formation en ligne devient acteur de sa propre formation.

### Le service relation entre les salariés
- Réseau social interne : la mise en place d’un réseau électronique dans une entité permet de fédérer le personnel autour d’un thème, de faciliter la communication entre les différentes fonctions de l’entreprise permettant une meilleure réactivité. On peut citer l’exemple de Yammer utilisé par de grandes multinationales comme Air France.

Toutes ses fonctions des ressources humaines peuvent être disponibles à travers un SIRH via un portail RH produit en interne par le service SI ou dans un logiciel ERP. Le logiciel ERP permet de centraliser les données partagées entre les différentes fonctions de l’entreprise et de bénéficier d’interfaces standardisés. On peut évoquer pour des logiciels spécialisés sur la fonction RH comme PAYFIT ou kiwiHR et des logiciels ERP tel que CEGID ou SAGE. 

### Logiciels RH "On premise" ou "SaaS"
- "On premise" : les logiciels "on premise" sont les logiciels qui sont installés sur le serveur de l'entreprise et qui fonctionnent sous forme de licence avec un éditeur de logiciel RH. Les données RH du personnel de l'entreprise sont donc sur le serveur interne de celle-ci.
- "SaaS" (Software as a Service) : il s'agit des logiciels "on demand" utilisables immédiatement dont les données sont centralisées sur un cloud sécurisé. De plus en plus de logiciels RH sont des logiciels SaaS.

## La transformation du métier RH et des relations vis-à-vis des parties prenantes
Grâce à l’ère du numérique, les dirigeants d’entreprise ainsi que les directeurs des ressources humaines sont à la recherche de nouveaux talents dans le but de mener à bien la transformation des organisations. Ce sont par conséquent des profils plus internationaux ainsi que plus ouvert sur l’environnement sociétal, que les recruteurs axent leurs recherches. On parle de manière générale d’adaptation aux évolutions numériques.

### Numérisation RH et expérience Dirigeant
Les nouvelles exigences numériques contraignent les dirigeants à travailler de manière différente. C’est-à-dire qu’il permet d’intégrer des nouvelles techniques ainsi que de nouvelles pratiques au sein de l’organisation. Afin de mieux appréhender ces changements, les dirigeants doivent aussi se former pour rester compétitif dans leur secteur d’activité. Selon une enquête de l’institut de management IMD, seuls 20 % des dirigeants déclarent que la numérisation est pleinement intégrée dans leur entreprise.

### Numérisation RH et expérience candidat[6]
Dans un rythme où l’innovation technologique est très soutenue, les recruteurs 2.0 sont en contacts avec les candidats avant même qu’ils ne soient en recherche d’emploi. C’est-à-dire que les services des ressources humaines est amené de plus en plus à interagir via des communautés en ligne de candidats. Le but est de pouvoir trouver un profil particulier lorsqu’un besoin de recrutement se manifeste.
Petit à petit l’oiseau fait son nid. En effet, la place des algorithmes ou programmes informatiques, s’imposent progressivement comme outil de recrutement. L’une des manières les plus « répandues » actuellement est l’utilisation d’ATS ou Applicant tracking system qui permet de suivre les candidats dans certaines phases de recrutement. De manière générale elles apparaissent dans la première partie de ce processus c’est-à-dire dans l’analyse des curriculums vitae. Le but principal est de pouvoir créer des profils selon plusieurs critères tels que : Les diplômes, les compétences, l’expérience… Par ailleurs, il existe aussi des phases de tests dit générique dans le but d’effectuer des présélections en ligne.
Le RH numérique est de plus en plus pensé et centré pour une personnalisation des échanges et des interactions vis-à-vis des candidats, axé sur la spécialisation des modalités de recrutement. Par conséquent, l’expérience des postulants se retrouve modifié par des échanges de nature dématérialisé laissant de côté les techniques de recrutement dites plus traditionnelles telles que l’animation de communauté cibles, le développement de réseaux de cooptation, la mise en œuvre de serious games ou encore des étapes de présélection et sélection.

### Numérisation RH et expérience employé
De la même manière que pour l’expérience candidat, les dimensions d’informations et de numérisations peuvent être retrouvées au travers de notion telle que “Le portail web RH”, “l’employee self-service” et encore la GED (gestion électronique des documents), les signatures électronique…
Ces composants sont utiles dans l’amélioration du partage de l’information des ressources humaines mais permettent également de gagner en performance administrative et de traçabilité RH.

### Numérisation de la fonction RH
L’évolution des outils de travail dans l’entreprise remet souvent en question certains modes plus traditionnel mettant en œuvre des changements dans l’organisation du travail. Par exemple, l’utilisation des smartphones en entreprise ou encore l’utilisation des VPN redéfinissent les méthodes de travail mais plus particulièrement leur temporalité vis-à-vis de l’activité professionnelle ainsi que de sa position géographique. (Au bureau, dans les transports en commun, pendant les périodes de repos…) La direction des ressources humaines possède un rôle dans la prévention des excès de ces pratiques, autant pour le bien être des salariés que la sécurité des données de l’entreprise.

## Les critiques de la numérisation du RH
L’émergence de la numérisation dans les services « Ressources Humaines » fait émaner de nouvelles problématiques ainsi que des critiques en lien notamment avec la spécificité de cette fonction essentielle pour les individus au sein des organisations.
Tout d’abord, la multiplication des outils numériques dans le service RH permet de collecter de nouvelles informations destinées au responsable RH en particulier avec la mise en place des Big data RH. Ces informations doivent être traités dans des dashboard impliquant nécessairement une formation aux NTIC pour le personnel RH. Cependant, cette abondance d’informations peut alourdir les tâches de la fonction et même rendre transparent certaines données RH importantes devant être prise en compte dans la prise de décision et dans la connaissance du responsable RH dans l’organisation.
Un problème philosophique sur la question même de la mission des ressources humaines comme espace d’administration, de communication ou de gestion du personnel se pose. La connaissance du climat social au sein d’une organisation ou la détection de talents lors des recrutements peuvent-ils être observés par les services RH si toute la fonction est numérisée ? On évoque un risque de déshumanisation dans la relation entre les collaborateurs et entre l’entreprise et le personnel lié à la numérisation des services RH. De nombreux chercheurs sur ce thème indiquent que des fonctions stratégiques essentielles liés aux ressources humaines comme le recrutement ou des entretiens individuels physiques doivent passer par un lien humain qui peuvent être encadrés par des données en numérique (applications mobiles de recrutement par exemple). En effet, le numérique doit en premier lieu se faire au service de l’humain.
Des craintes sont également perçues au niveau de la confidentialité de documents sensibles comme les clauses dans les contrats de travail. On voit par exemple que la signature électronique des documents contractuels est peu utilisée. Le coffre-fort numérique pour le salarié est destiné à baisser cette appréhension sur la confidentialité permettant la mise en place systématique de la dématérialisation.
Les réfractaires à la numérisation évoque le coût de mise en place et de maintenance du SIRH dans l'entreprise. Considéré par beaucoup comme un centre de services, il représenterait selon une étude CEGOS, environ 12 % du budget RH total et 0,08 % du chiffre d'affaires global. Les PME-PMI tardent donc à informatiser les processus RH en raison des coûts importants en ne prenant pas en compte le coût que représente l'externalisation de la production de documents RH par l'entreprise. De plus, de nombreux chefs d'entreprises et de directeurs des ressources humaines ne considèrent pas la numérisation des ressources humaines comme un avantage stratégique sur les concurrents en raison d'une méconnaissance et d'une méfiance dans cette nouvelle technologie et refusent donc d'investir dans cette dernière sur le long terme.
Enfin, cette transformation numérique dans les ressources humaines fait craindre une baisse de nombre de personnel RH, les nouveaux outils de recrutement ou de formation remplaçant les hommes se cachant derrière. Cette « ubérisation » du service RH à travers le numérique entraîne, en effet, une réorganisation importante avec une réflexion sur la place du personnel RH dans l’entreprise qui passera progressivement de producteur de documents contractuels à celui d’analyste d’outils numériques.
Toutes ces limites à la numérisation freinent la croissance de la transformation numérique, considérée comme essentielle par nombre de professionnels RH.